# Entoprocta
Entoprocta је тип ситних бескичмењака који живе причвршћени за морско дно (само су две врсте слатководне). Припадају групи лофотрохозоа и сродне су морским маховинама. Могу да буду појединачне јединке или у виду колоније. Према телесној дупљи припадају псеудоцеломатима.
Тело им је једноставне грађе и на први поглед веома слично хидрозоама јер се састоји од:
- каликса (calix) у чијем се средишњем удубљењу налазе се и усни и анални отвор; удубљење је окружено са 6-36 тентакула;
- дршке којом је каликс причвршћен за подлогу.

На тентакулама се налазе трепље (цилије) што представља разлику између њих и хидрозоа. Цилије служе за исхрану тако што се њиховим покретима ситне честице хране допремају до усног отвора. Црево је у облику латиничног слова U. Црево нема мишиће већ радом трепљи ћелија цревног епитела се храна потискује кроз њега. излучивање обављају протонефридијама.
Нервни систем је врпчаст и саастоји се од једне дворежњевите ганглије од које радијално полазе врпце за све делове тела. Од чула су најбоље развијени тактилни органи којих има највише на тентакулама. Респираторни и крвни систем немају.
Размножавају се на два начина:
- бесполно, пупљењем
- полно, стварањем гамета; из оплођеног јајета се развија трепљаста ларва која после перида пливања, пада на дно, причврсти се и размножава пупљењем било каликса било дршке.

### Класификација
Тип ентортокта дели се на четири породице:
1. Loxosomatidae, чији представници живе у заједници, као коменсали, најчешће са многочекињастим црвима; најпознатији род је Loxosoma (живи као солитарни организам);
2. Pedicellinidae чије су све врсте колонијални организми; представник је Pedicellina;
3. Barentsiidae (Urnatellidae) су слатководне врсте;
4. Loxokalypodidae